# 744 до н. е.

## Події
Новий ассирійський цар Тіглатпаласара III здійснив похід у Парсуа та Мідію. В той же час урартський цар Сардурі II завоював державу Манна.

### Астрономічні явища
- 15 червня. Повне сонячне затемнення.[1]
- 9 грудня. Кільцеподібне сонячне затемнення.[1]